# Костел Святої Марії Магдалини (Львів)
Академічний Буди́нок орга́нної та ка́мерної му́зики у Львові — заклад культури, заснований у 1960-х роках та розташований на вулиці Бандери, 8.

## Історія
Будівлю теперішнього Львівського органного залу було побудовано між 1600 й 1612 роками ченцями-домініканцями за межами міських укріплень, на місці старого дерев'яного храму, фундаторкою якого була Анна Пстроконська гербу Папарона. Авторами проекту були архітектори Войцех Келар й Мартин Годний. Будівництво закінчено 1635 року.
Пам'ятка неодноразово зазнавала спустошень. У 1648 році монастирські укріплення, як і прилеглий шпиталь святого Лазаря, захопили війська Богдана Хмельницького, а в другій половині XVII століття церква постраждала від пожежі.
У 1754—1758 році церкву розширив і перебудував архітектор Мартин Урбанік: змінено фасади, добудовано вежі. Перед 1764 роком дві камінні статуї святих Домініка та Гіацинта на фасаді храму виконав Себастьян Фесінґер.
Після «йозефінської касати» 1783 року храм став парафіяльним, в монастирі влаштували жіночу в'язницю, яка перестала діяти 1922 року.
Сучасний вигляд будівля отримала 1870 року. У наш час споруда є тринавною шестистовпною базилікою з витягнутим хором і гранчастою апсидою, перекритими хрестовими склепіннями. Прості площини бічних фасадів, ритмічно розчленовані рядом високих вікон, відтінюють насичений декоративними елементами головний фасад. Традиції ренесансу поєднуються з рисами стилю бароко («шоломи» на вежах поставили наприкінці XIX століття.).
У 1920-х роках монастир реставровано під керівництвом професора політехніки Владислава Клімчака. Проведено адаптацію для потреб політехніки. У 1932 році тут було встановлено виготовлений у Чехії орган фірми «Gebrüder Rieger» (opus 2565), найбільший на території України.
У радянський період, від 1962 року, у будинку певний час містився спортивний зал.
У 1960-х роках будівлю пристосовано під органний зал Львівської консерваторії імені Миколи Лисенка.
Польський скульптор Станіслав Роман Левандовський виготовив пам'ятник польського ученого, графа Станіслава Борковського-Дуніна.

## Фрески
Унікальні розписи, автором яких є відомий художник ХХ століття Ян Генрік Розен, були відкриті після забуття у 2019 році. Їх датують 1931 роком. Це третє «розенівське» місце у Львові.
За радянських часів фрески замурували, а приміщення, де вони знаходилися, перетворили на туалети. Зондування стін у вбиральнях показало, що під шарами вапна, фарби та плитки приховані розписи.
Реставраційні роботи проводила українсько-польська група реставраторів. Сьогодні розписи Розена відкриті для огляду.

## Галерея

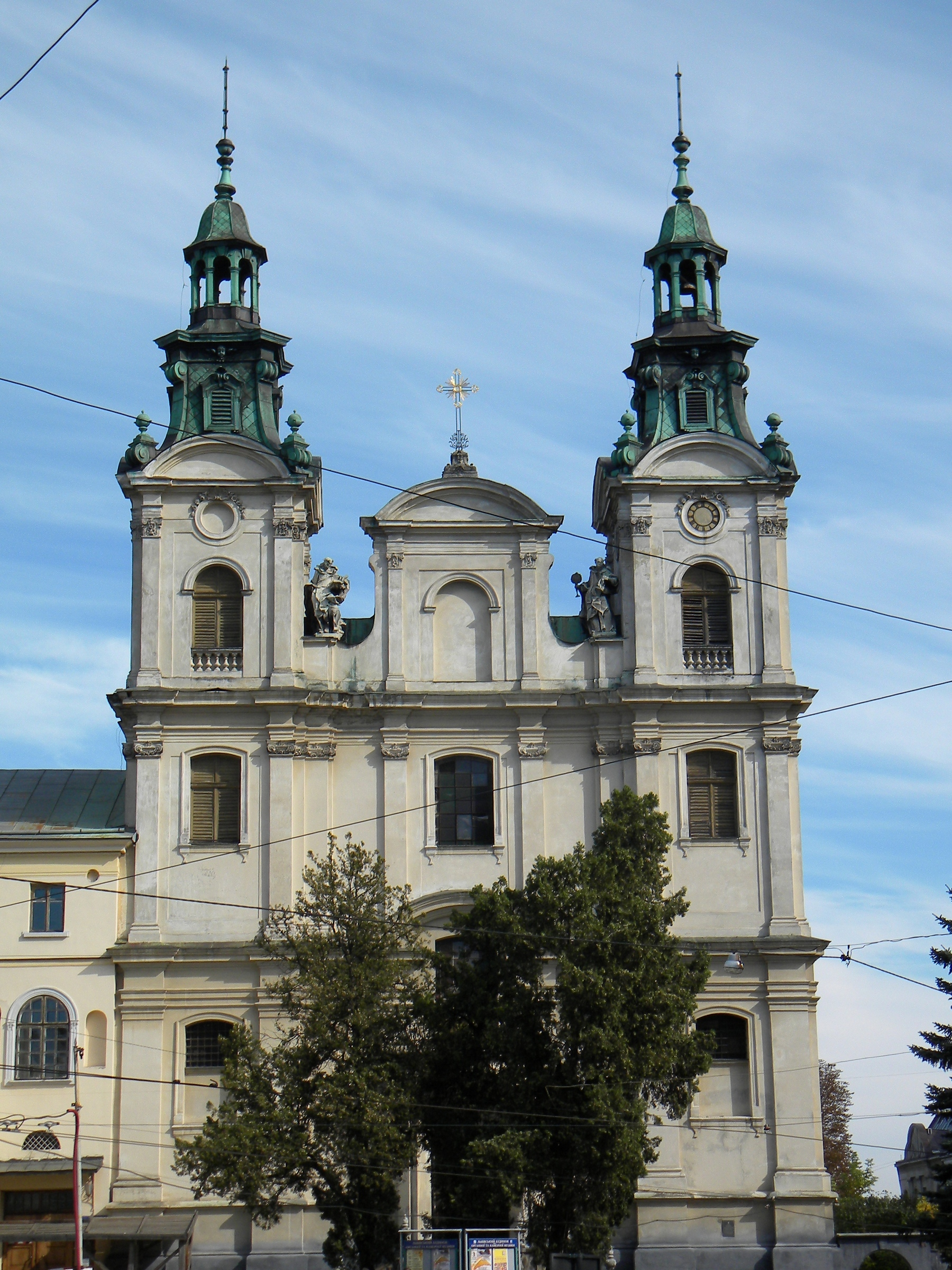
Головний фасад
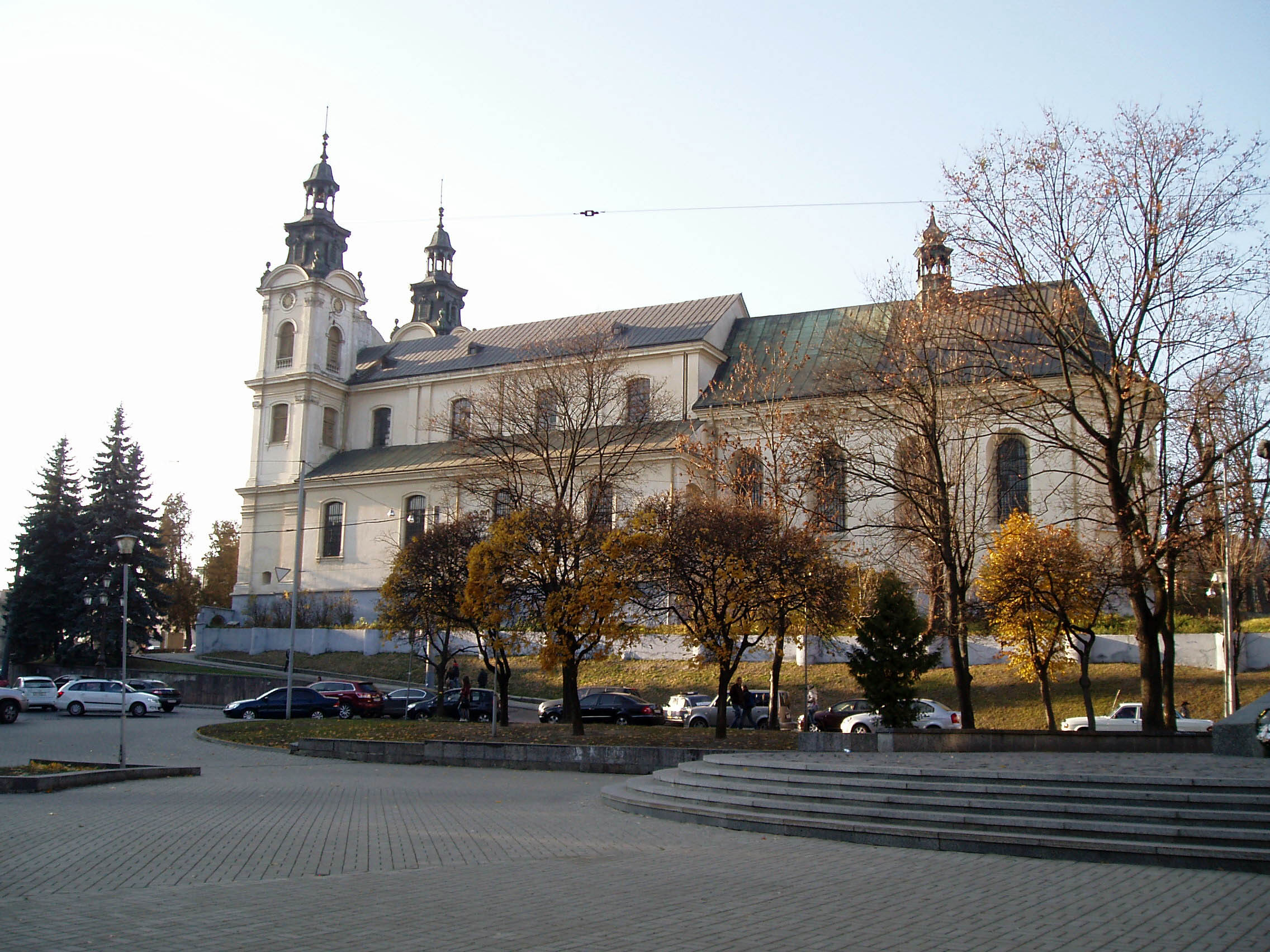
Вигляд з площі Шашкевича
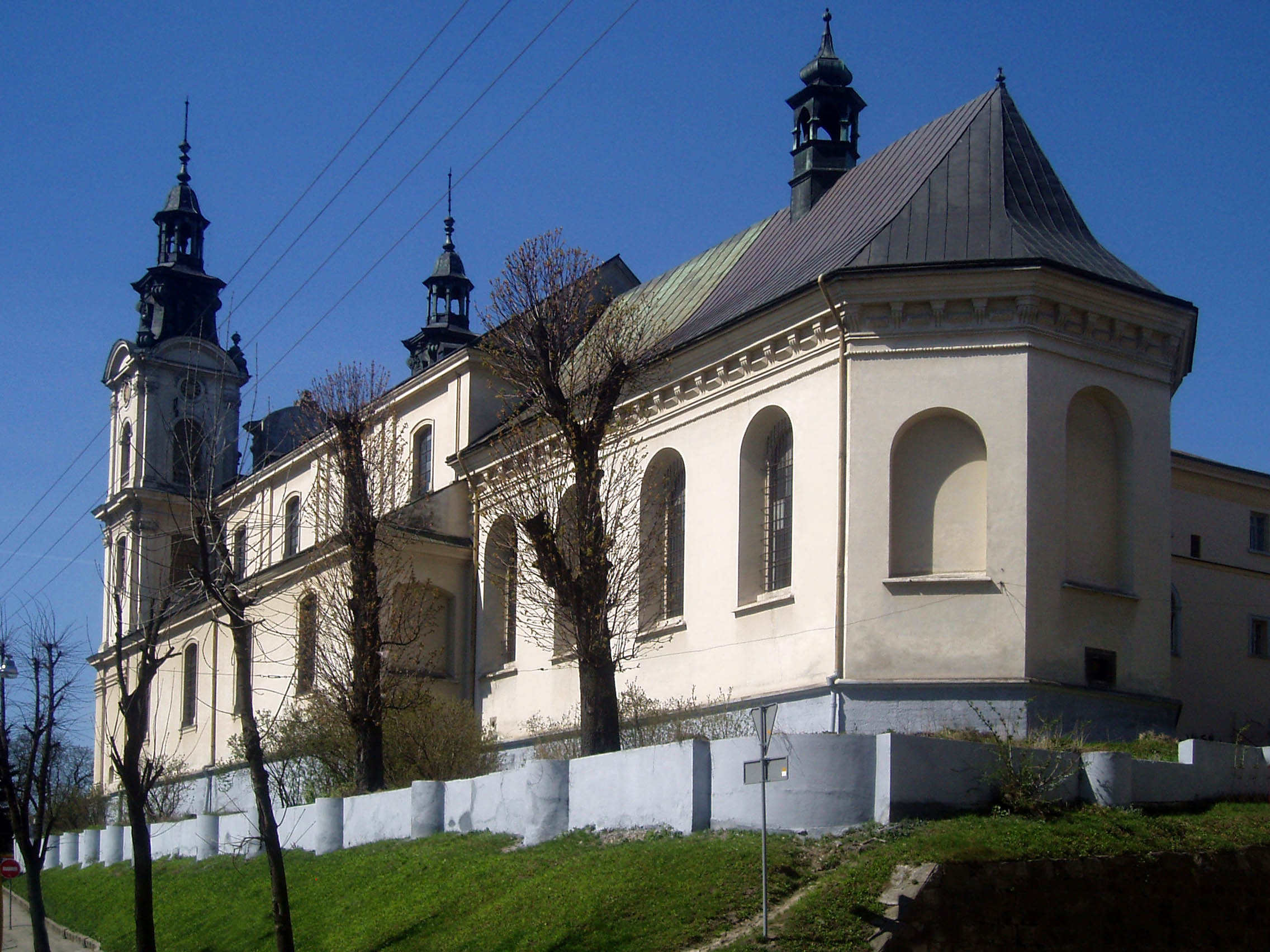
Львівський будинок органної і камерної музики